# Землетрясение в Новой Испании (1787)
28 марта 1787 года в 11:30 по местному времени (17:30 UTC) в Новой Испании произошло сильное землетрясение. Оно вызвало цунами, затронувшее побережье интендантства Пуэбла (нынешний штат Герреро) и интендантства Оахака (нынешний штат Оахака) на юго-западе Новой Испании. Её магнитуда составила около 8,6. Оно гораздо сильнее, чем любое землетрясение в Мексике, зарегистрированное приборами.

## Тектоническая обстановка
Юго-Западная Мексика лежит выше конвергентной границы, где плита Кокос погружается под Северо-Американскую плиту со скоростью 6,4 см/год. Наклон субдукционной плиты составляет около 15°. Сейсмичность в этом районе характеризуется регулярными мегаземлетрясениями вдоль границы раздела плит.

## Землетрясение
Землетрясение магнитудой 8,6 продолжалось от 6 до 7 минут. За ним последовали ещё три сильных подземных толчка 29 марта, 30 марта и 3 апреля, все из которых, вероятно, имели магнитуду 7 или более. Оно ощущалось на территории вдоль побережья от Вальядолида до Теуантепека и вглубь страны до Тулансинго. простирался примерно на 450 км вдоль побережья.

## Цунами
Цунами, вызванное землетрясением, затронуло тихоокеанское побережье Мексики на протяжении более 500 км. Максимальная высота волны была оценена в 18,5 метров.

## Последствия
Землетрясение нанесло ущерб зданиям в Мехико, многие здания в Оахака были разрушены. В Теучитлане были разрушены три церкви.